# Nick Oliveri

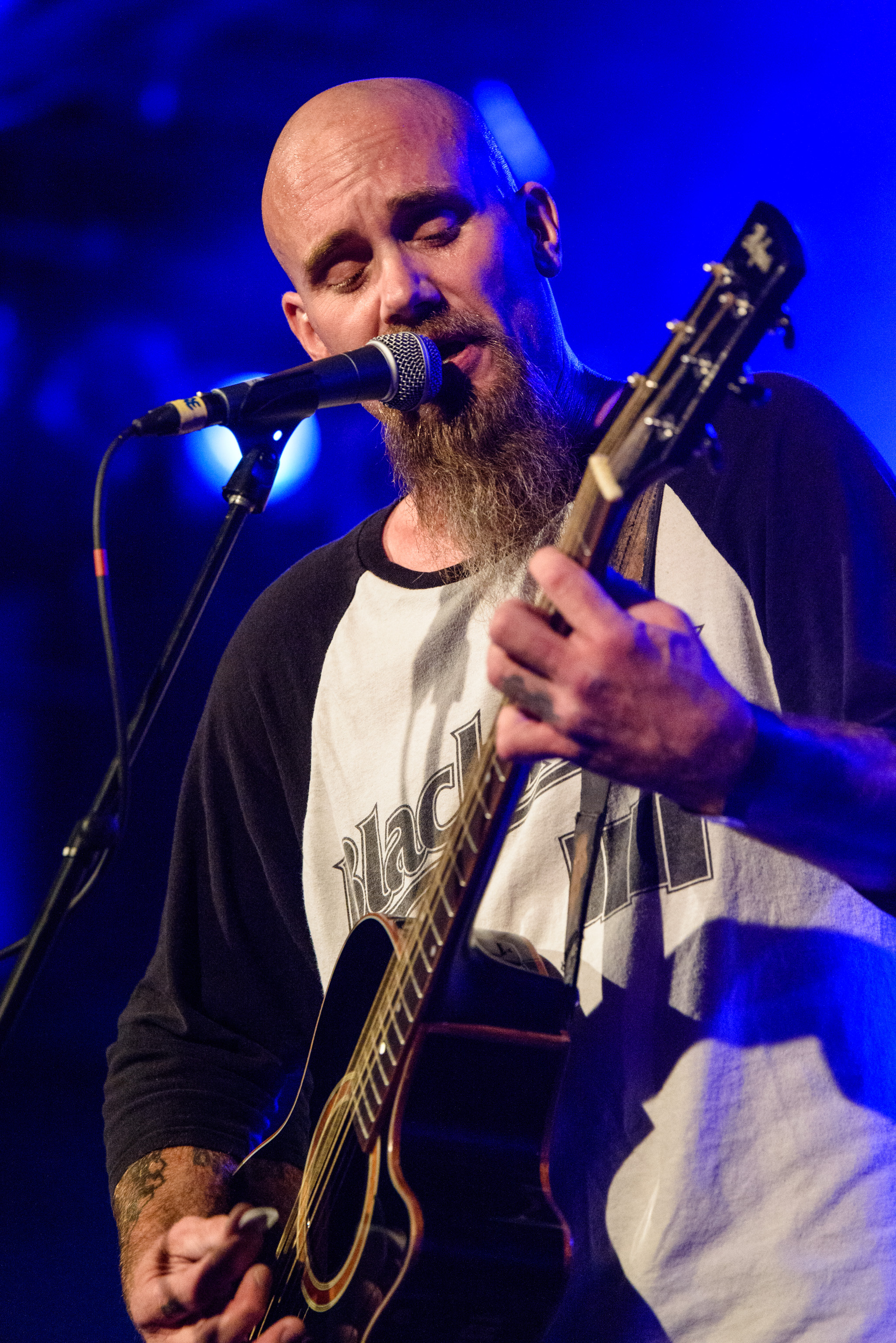
Nick Oliveri (2015)

Nick Oliveri (* 21. Oktober 1971 in Los Angeles, Kalifornien) ist ein US-amerikanischer Musiker, u. a. bekannt als Mitglied der Stoner-Rock-Bands Kyuss und Queens of the Stone Age.

## Leben
Oliveri war Bassist der Rockband Kyuss. Nach deren Auflösung spielte er zeitweise bei den Dwarves und ab 1998 zusammen mit Josh Homme bei Queens of the Stone Age. Des Weiteren gründete er die Band Mondo Generator, bei der er heute noch spielt. Oliveri wurde später von Homme aus Queens of the Stone Age geworfen, da er seine Freundin misshandelt hatte. Hinzu kamen andauernde Drogenprobleme, die das Zusammensein mit dem Rest der Band ebenfalls erschwerten.
Oliveri veröffentlichte 2004 die Solo-Acoustic-CD Demolition Day. 2010 sang er einen Bonustrack mit dem Titel Chains & Shackles auf dem Album Slash. 2012 wurde auf der Facebook-Seite seiner aktuellen Band Mondo Generator bekannt gegeben, dass er einen Song mit Queens of the Stone Age aufgenommen hat.
Seit 2017 ist Oliveri Bassist der russischen Punkband Svetlanas.